# Філоненко Трохим Леонтійович
Трохим Філоненко (1886, с. Мануйлівка Новомосковського повіту, Російська імперія — липень 1938, Дніпро, Україна) — член Мануйлівської «Просвіти» (1915). Жертва російського окупаційного терору.

## Життєпис
Походив із селян. Батько Леонтій служив на флоті, загинув у махновщину разом з однією дочкою. Філоненко до третього класу навчався в церковно-парафіяльній школі при мануйлівській церкві.
Його брати Микола і Яків загинули під час Першої світової війни. Працював «долбежником» у Нижньодніпровських вагонних майстернях (згодом — вагоноремонтний завод). Був скалічений махновцями — прострілені ноги — і вважався інвалідом громадянської війни.
Батька за націоналізм заарештували в 1932, згадує син Федір (1921). Він просидів шість місяців у в'язниці, але ніхто жодного разу не викликав його на допит. Тоді він запискою попросив дружину Онисію (померла 1921) звернутися до прокурора.

Трохим Філоненко (сидить у другому ряду третій справа) і його численна родина.

На той час Філоненки мали десять душ дітей. Дружина з двома молодшими дітьми пішла до прокурора Лелюткіна, який пообіцяв, що увечері чоловік прийде додому... Його справді тоді звільнили. Дружні контакти Філоненко мав з мануйлівськими просвітянами Ф. Сторублем, І. Чорним, Д. Ризолем, Г. Коржем та іншими. У 1936 встиг збудувати для численної родини чималий будинок, який дивом уцілів у роки війни.
Фатальним виявився арешт у грудні 1937. Постановою трійки УНКВС від 25 квітня 1938 засуджений до вищої міри покарання разом з іншими мануйлівськими просвітянами. Страчений у липні 1938. Справу по звинуваченню Філоненко переглянуто президією Дніпропетровського обласного суду 25 вересня 1957, його посмертно реабілітовано. Після війни за приналежність до ОУН зазнали репресій діти Філоненка: зокрема, син Федір був засуджений до п’яти років ув’язнення, а відбув на Колимі тринадцять. Нині реабілітований.